# Kirke Hvalsø (plaats)
Kirke Hvalsø is een plaats in de Deense regio Seeland, gemeente Lejre, en telt 3871 inwoners (2008).